# 21. ročník udílení Zlatých glóbů
21. ročník udílení Zlatých glóbů se konal 11. března 1964 v Cocoanut Grove hotelu Ambassador v Los Angeles. Asociace zahraničních novinářů vyhlásila nominace 27. ledna. Nejvíce cen získal dobrodružný Tom Jones, a sice tři. Nejvíce nominací obdržel Kazanův snímek Ameriko, Ameriko, a to osm. Glóby vyhrál dva. Jack Lemmon získal dvě nominace za komediální role, Glóbus však nevyhrál. Za svůj život získal dvaadvacet nominací, čímž drží rekord mezi herci. Herečka Patricia Neal byla nominována za vedlejší roli ve filmu Hud. Za tutéž roli získala Oscara, avšak v kategorii hlavní herecký výkon.

## Vítězové a nominovaní

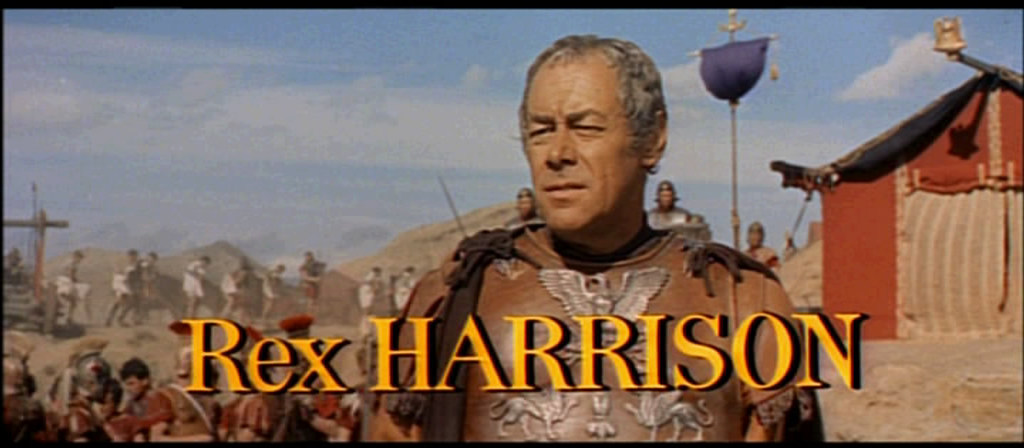
Rex Harrison byl nominovaný za svůj výkon v Kleopatře

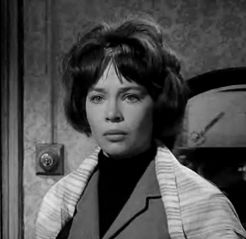
Nejlepší dramatická herečka Leslie Caron

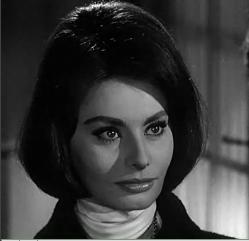
Sophia Loren získala taktéž cenu Henrietta

### Filmové počiny

#### Nejlepší film (drama)
- Kardinál – producent Otto Preminger
- Ameriko, Ameriko – producent Elia Kazan
- Captain Newman, M.D. – producent Robert Arthur
- The Caretakers – producent Hall Bartlett
- Kleopatra – producent Walter Wanger
- Velký útěk – producent John Sturges
- Hud – producent Irving Ravetch, Martin Ritt
- Polní lilie – producent Ralph Nelson

#### Nejlepší film (komedie / muzikál)
- Tom Jones – producent Tony Richardson
- Bye Bye Birdie – producent Fred Kohlmar
- Sladká Irma – producent Edward L. Alperson, Billy Wilder
- To je ale bláznivý svět – producent Stanley Kramer
- A Ticklish Affair – producent Joe Pasternak
- Under the Yum Yum Tree – producent Frederick Brisson

#### Nejlepší režie
- Elia Kazan – Ameriko, Ameriko
- Hall Bartlett – The Caretakers
- George Englund – Ošklivý Američan
- Joseph L. Mankiewicz – Kleopatra
- Otto Preminger – Kardinál
- Tony Richardson – Tom Jones
- Martin Ritt – Hud
- Robert Wise – Strašení

#### Nejlepší herečka (drama)
- Leslie Caron – Pokoj ve tvaru L
- Polly Bergen – The Caretakers
- Geraldine Page – Hračky na půdě
- Rachel Roberts – Ten sportovní život
- Romy Schneider – Kardinál
- Alida Valli – Hadrář
- Marina Vlady – Včelí královna
- Natalie Wood – Muž, o němž nic nevím

#### Nejlepší herečka (komedie / muzikál)
- Shirley MacLaine – Sladká Irma
- Ann-Margret – Bye Bye Birdie
- Doris Day – Později, miláčku!
- Audrey Hepburn – Šaráda
- Hayley Mills – Summer Magic
- Molly Picon – Pojď si zařádit
- Jill St. John – Pojď si zařádit
- Joanne Woodward – A New Kind Of Love

#### Nejlepší herec (drama)
- Sidney Poitier – Polní lilie
- Marlon Brando – Ošklivý Američan
- Stathis Giallelis – Ameriko, Ameriko
- Rex Harrison – Kleopatra
- Steve McQueen – Muž, o němž nic nevím
- Paul Newman – Hud
- Gregory Peck – Captain Newman, M.D.
- Tom Tryon – Kardinál

#### Nejlepší herec (komedie / muzikál)
- Alberto Sordi – Il Diavolo
- Albert Finney – Tom Jones
- James Garner – The Wheeler Dealers
- Cary Grant – Šaráda
- Jack Lemmon – Sladká Irma
- Jack Lemmon – Under the Yum Yum Tree
- Frank Sinatra – Pojď si zařádit
- Terry-Thomas – The Mouse On the Moon
- Jonathan Winters – To je ale bláznivý svět

#### Nejlepší herečka ve vedlejší roli
- Margaret Rutherford – Vlivní lidé
- Diane Baker – The Prize
- Joan Greenwood – Tom Jones
- Wendy Hiller – Hračky na půdě
- Linda Marsh – Ameriko, Ameriko
- Patricia Neal – Hud
- Liselotte Pulver – A Global Affair
- Lilia Skala – Polní lilie

#### Nejlepší herec ve vedlejší roli
- John Huston – Kardinál
- Lee J. Cobb – Pojď si zařádit
- Bobby Darin – Captain Newman, M.D.
- Melvyn Douglas – Hud
- Hugh Griffith – Tom Jones
- Paul Mann – Ameriko, Ameriko
- Roddy McDowall – Kleopatra
- Gregory Rozakis – Ameriko, Ameriko

#### Objev roku – herečka
- Ursula Andressová – Dr. No
- Tippi Hedren – Ptáci
- Elke Sommer – The Prize
- Joey Heatherton – Twilight Of Honor
- Leslie Parish – For Love Or Money
- Maggie Smith – Vlivní lidé

#### Objev roku – herec
- Albert Finney – Tom Jones
- Stathis Giallelis – Ameriko, Ameriko
- Robert Walker, Jr. – The Ceremony
- Alain Delon – Gepard
- Peter Fonda – Vítězové
- Larry Tucker – Chodba šoků

#### Mezinárodní cena Samuela Goldwyna (za nejlepší zahraniční film)
- Včera, dnes a zítra – režie Vittorio De Sica, Itálie (první místo – cena Samuela Goldwyna)
- Tom Jones – režie Tony Richardson, Velká Británie (druhé místo – cena Zlatý glóbus)
- Melodie podzemí – režie Henri Verneuil, Francie (třetí místo – cena Stříbrný glóbus)
- The Ceremony – režie Laurence Harvey, Španělsko, USA (nominace)
- Čtyři neapolské dny – režie Nanni Loy, Itálie (nominace)
- Nebe a peklo – režie Akira Kurosawa, Yasuo Tsuruhashi, Japonsko (nominace)
- Pokoj ve tvaru L – režie Bryan Forbes, Velká Británie (nominace)
- Taiheiyô hitoribocchi – režie Kon Ichikawa, Japonsko (nominace)
- Ten sportovní život – režie Lindsay Anderson, Velká Británie (nominace)
- Il diavolo – režie Gian Luigi Polidoro, Itálie (nominace)

#### Nejlepší film podporující porozumění mezi národy
- Polní lilie – režie Ralph Nelson
- Ameriko, Ameriko – režie Elia Kazan
- Captain Newman, M.D. – režie David Miller
- Kardinál – režie Otto Preminger
- A Global Affair – režie Jack Arnold

### Televizní počiny

#### Televizní seriál (drama)
- The Richard Boone Show
- Bonanza
- The Defenders
- The Eleventh Hour
- Rawhide

#### Televizní seriál (komedie)
- The Dick Van Dyke Show
- The Beverly Hillbillies
- The Bob Hope Show
- The Jack Benny Program
- The Red Skelton Hour

#### Televizní seriál (varieté)
- The Danny Kaye Show
- The Andy Williams Show
- The Garry Moore Show
- The Judy Garland Show
- The Tonight Show

#### Herec v seriálu
- Mickey Rooney – Mickey
- Richard Boone – The Richard Boone Show
- Jackie Gleason – Jackie Gleason and His American Scene Magazine
- Lorne Greene – Bonanza
- E. G. Marshall – The Defenders

#### Herečka v seriálu
- Inger Stevensová – The Farmer's Daughter
- Shirley Booth – Hazel
- Carolyn Jones – Burke's Law
- Dorothy Loudon – The Garry Moore Show
- Gloria Swanson – Burke's Law

### Zvláštní ocenění

#### Zvláštní cena
- skladatelka Connie Francis za její přínos do hudebního světa

#### Henrietta Award (Oblíbenci světového filmu)
- herečka Sophia Loren
- herec Paul Newman

#### Cena Cecila B. DeMilla
- Joseph E. Levine